# Maria Cobarsí Corretger
Maria Cobarsí Corretger ( Vilobí d'Onyar, 17 d'abril del 1923 -  Girona, 11 d'agost del 2013) va ser una figura clau en la promoció cultural de Girona, especialment reconeguda per la seva contribució a l'exposició "Girona, Temps de Flors".
Neix a Vilobí d'Onyar en el sí d'un llinatge de propietaris rurals. A l'edat de 10 anys es traslladà a Girona per estudiar el “batxiller” a l'institut del carrer de la Força. Un cop acabat el batxillerat cursa estudis per lliure a l'acadèmia Empòrion i s'examina a Barcelona de peritatge mercantil, professorat mercantil i intendent mercantil.
A l'acabar els estudis va fer el Servei Social i és llavors que entra en contacte amb la “Sección Femenina” de la Falange Espanyola, la qual li oferirà feina a l'organització. Incialment va ser regidora d'esports i, posteriorment de “ la ciutat i el camp”. La seva tasca consistia en organitzar activitats culturals i esportives per a noies.
Al 1954, juntament amb un grup d'amigues amants de les flors,  va organitzar una exposició de rams i testos que es va celebrar al Saló de Descans del Teatre Municipal de Girona amb la col·laboració de l'Ajuntament de la ciutat i la Diputació provincial.  No va ser fins dos anys més tard que es va tornar a celebrar l'exposició a la sala de pergamins de la Biblioteca Provincial situada als baixos de l'Hospici, el que avui és la Casa de Cultura. Alguns dels participants a les primeres mostres són: Maria Bachs, Enriqueta Freixas, Joan Peraferrer, senyora Franquet, Clara Claramunt (senyora Pinós), el senyor Baró i els floristes Martinoy i Baró.
L'any 1957 va ser nomenada delegada territorial de la “Sección Femenina”, una posició que va aprofitar per impulsar tota mena d'esdeveniments culturals i esportius, des de contribuir a fomentar el teatre en català fins a patrocinar el bàsquet femení.
Un any més tard, al 1958, l'exposició floral es trasllada al monestir de Sant Pere de Galligants però Maria Cobarsí en segueix siguent la principal organitzadora.
L'any 1968 va rebre la Medalla de Plata de la ciutat de Girona per la seva constància en l'organització de la mostra floral.
El 1977, juntament amb altres entusiastes, va fundar l'Associació Amics de les Flors de Girona, que va assumir la responsabilitat de l'organització de l'exposició.
Després de la seva mort el 2013, es van organitzar diversos homenatges en reconeixement de la seva contribució. El 14 de maig de 2014, es va celebrar una missa a la Catedral de Girona en la seva memòria, presidida pel bisbe Francesc i en l'edició de Temps de Flors del 2024 se li van dedicar diversos muntatges. A més, l'Ajuntament de Girona i l'Associació d'Amics de les Flors van organitzar un homenatge en el seu honor.
Maria Cobarsí és recordada com una persona íntegra i constant, qualitats que van ser fonamentals per a la seva tasca en la promoció cultural de Girona.